# A Small Light
A Small Light è una miniserie televisiva statunitense diretta da Susanna Fogel e scritta da Joan Rater e Tony Phelan. È stata trasmessa dal 1º al 22 maggio 2023 su National Geographic e in streaming su Disney+ e Hulu dal giorno seguente.

## Trama
La segretaria Miep Gies aiuta il suo datore di lavoro ebreo Otto Frank, la sua famiglia e altri rifugiati ebrei a nascondersi durante la seconda guerra mondiale dopo l'invasione tedesca dei Paesi Bassi.

## Puntate
| nº | Titolo originale       | Titolo italiano       | Prima TV USA   | Pubblicazione Italia |
| -- | ---------------------- | --------------------- | -------------- | -------------------- |
| 1  | Pilot                  | Pilot                 | 1º maggio 2023 | 2 maggio 2023        |
| 2  | Welcome to Switzerland | Benvenuti in Svizzera | 1º maggio 2023 | 2 maggio 2023        |
| 3  | Motherland             | Madrepatria           | 8 maggio 2023  | 9 maggio 2023        |
| 4  | The Butterfly          | La farfalla           | 8 maggio 2023  | 9 maggio 2023        |
| 5  | Scheißfeld             | Scheißfeld            | 15 maggio 2023 | 16 maggio 2023       |
| 6  | Boiling Point          | Punto di ebollizione  | 15 maggio 2023 | 16 maggio 2023       |
| 7  | What Can Be Saved      | Salviamo il salvabile | 22 maggio 2023 | 23 maggio 2023       |
| 8  | Legacy                 | Eredità               | 22 maggio 2023 | 23 maggio 2023       |

## Personaggi e interpreti

### Principali
- Miep Gies, interpretata da Bel Powley, doppiata da Virginia Brunetti.
Segretaria nell'azienda di Otto Frank e moglie di Jan.
- Jan Gies, interpretato da Joe Cole, doppiato da Lorenzo De Angelis.
Assistente sociale e marito di Miep.
- Edith Frank, interpretata da Amira Casar, doppiata da Chiara Colizzi.
Moglie di Otto e madre di Anna e Margot.
- Anna Frank, interpretata da Billie Boullet, doppiata da Luna Iansante.
- Margot Frank, interpretata da Ashley Brooke, doppiata da Vittoria Bartolomei.
- Otto Frank, interpretato da Liev Schreiber, doppiato da Pino Insegno.
 Direttore dell'Opekta, un'azienda per la vendita di un preparato a base di pectina per confetture, marito di Edith e padre di Anna e Margot.

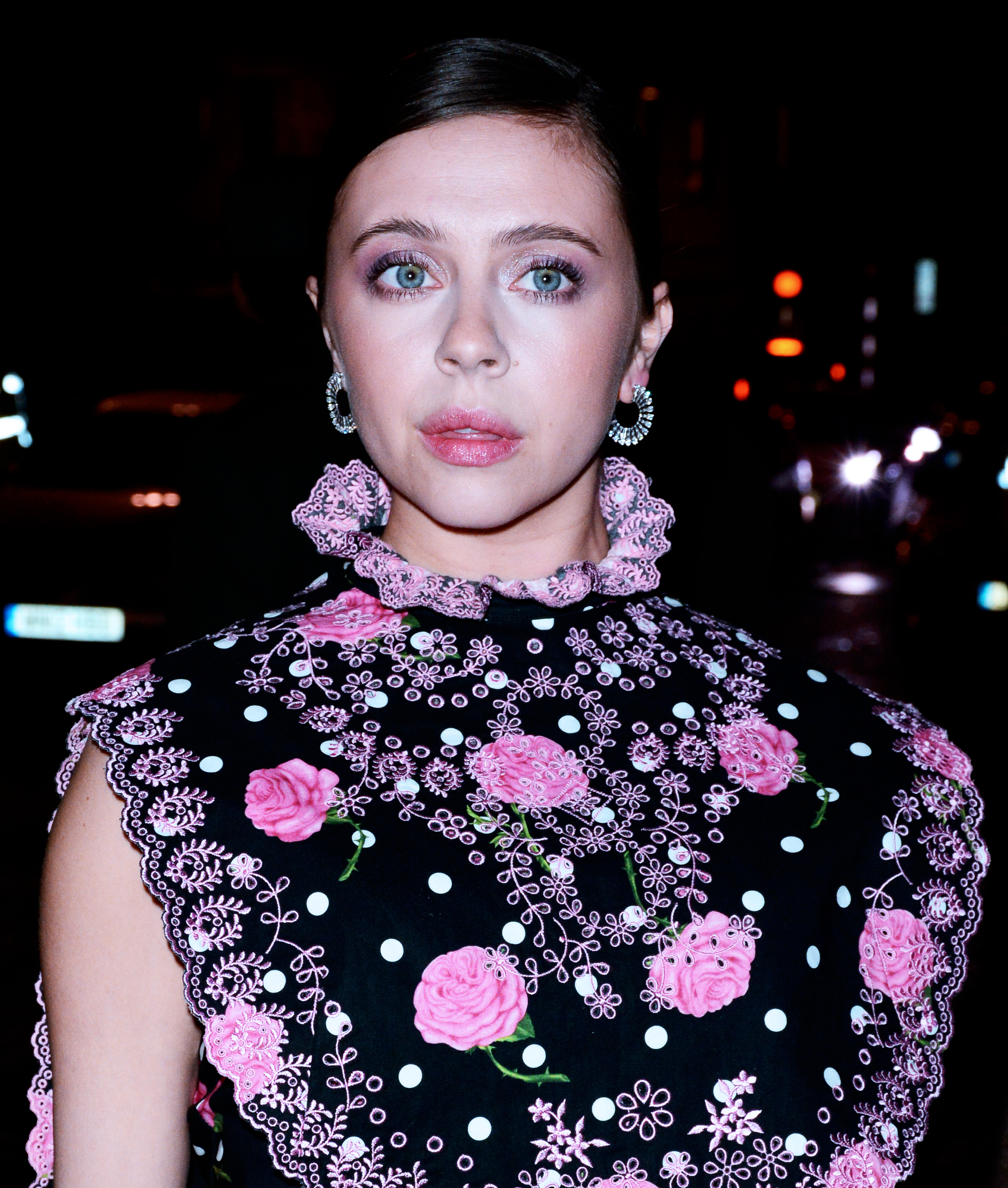
Bel Powley
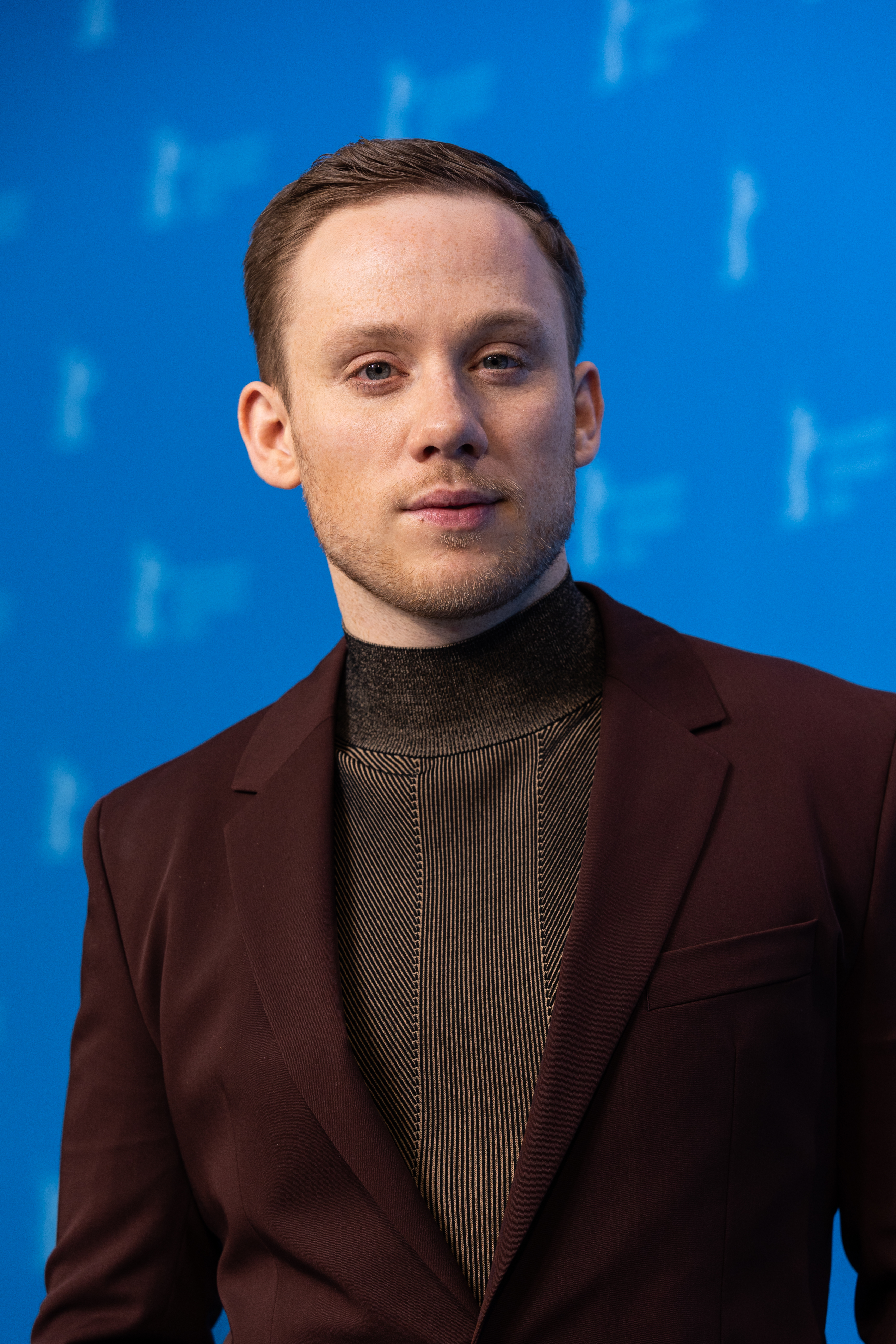
Joe Cole
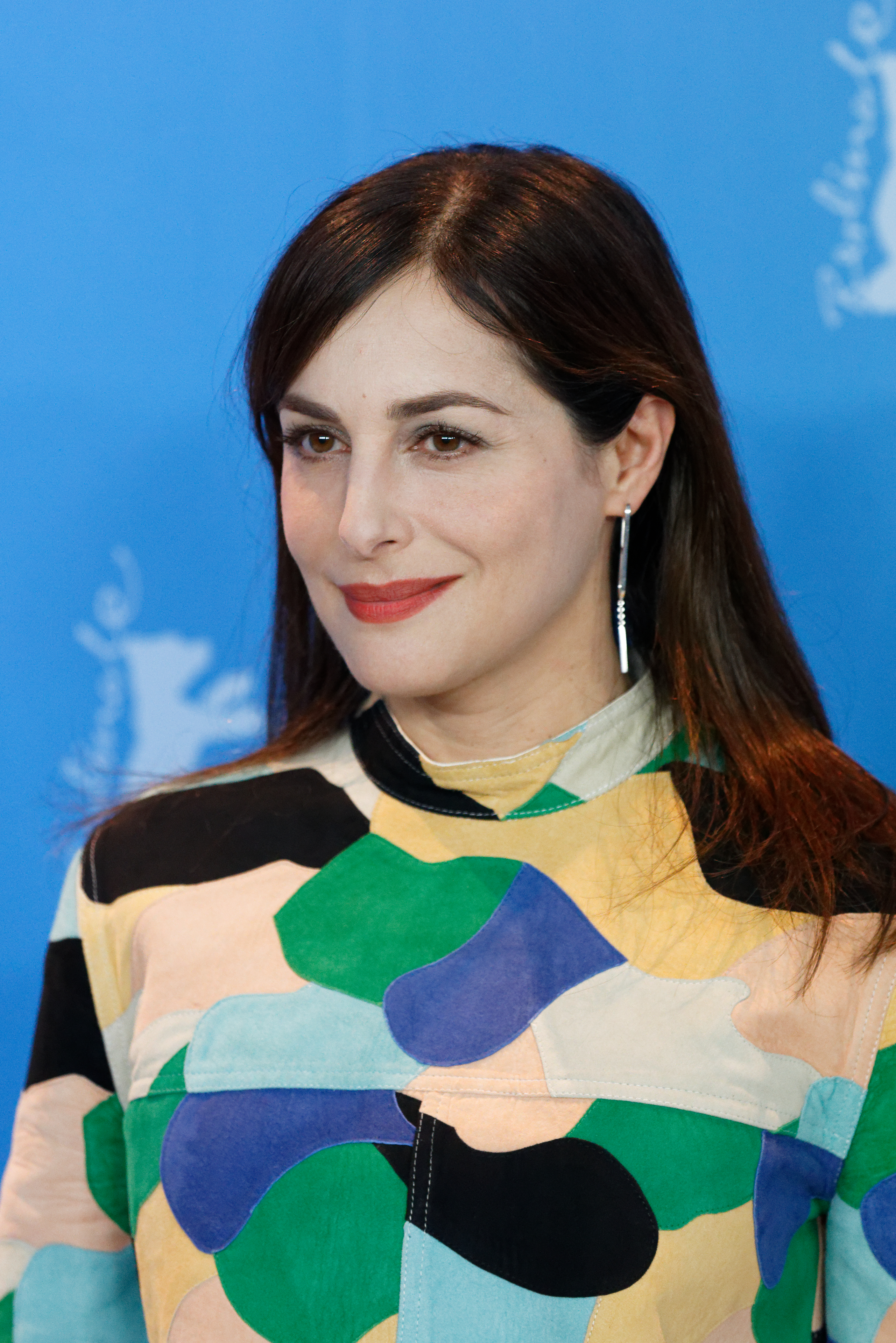
Amira Casar
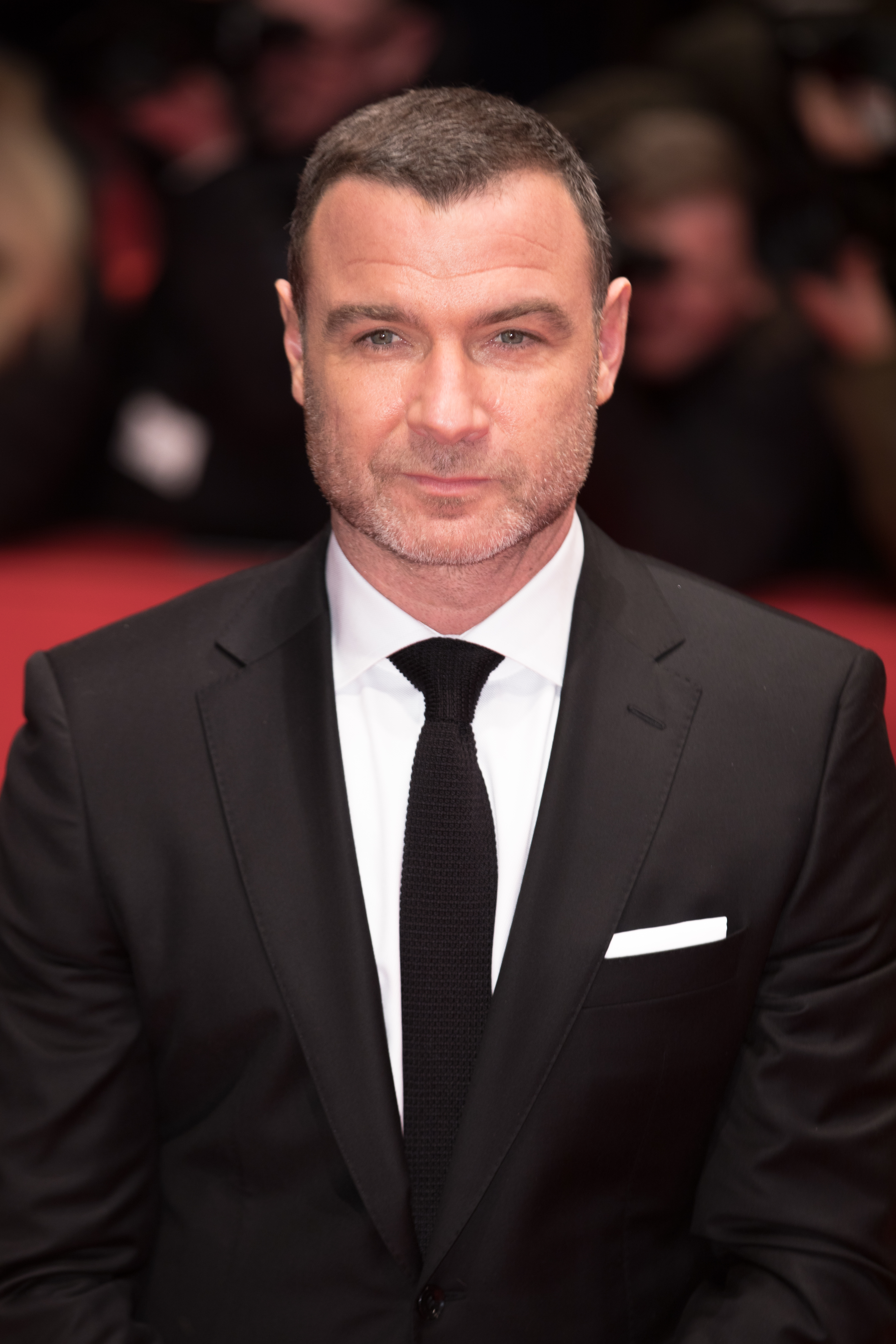
Liev Schreiber

### Ricorrenti
- Hermann van Pels, interpretato da Andy Nyman, doppiato da Franco Mannella.
Commerciante di Osnabrück ebreo e amico dei Frank.
- Auguste van Pels, interpretata da Caroline Catz, doppiata da Emanuela D'Amico.
Moglie di Hermann e madre di Peter.
- Johannes Kleiman, interpretato da Ian McElhinney, doppiato da Oliviero Dinelli.
Contabile dell'Opekta.
- Victor Kugler, interpretato da Nicholas Burns, doppiato da Emilio Mauro Barchiesi.
Vice di Otto Frank.
- Henriette Stoppelman, interpretata da Liza Sadovy, doppiata da Mirta Pepe.
Ebrea, proprietaria della casa in cui vivono Miep e Jan e madre di Max.
- Casmir Niewenburg, interpretato da Laurie Kynaston, doppiato da Ezio Vivolo.
Fratellastro omosessuale di Miep.
- Bep Voskuijl, interpretata da Sally Messham, doppiata da Tiziana Martello.
Responsabile di amministrazione dell'Opekta.
- Tess, interpretata da Eleanor Tomlinson, doppiata da Martina Felli.
Migliore amica di Miep.
- Peter van Pels, interpretato da Rudi Goodman, doppiato da Mattia Fabiano.
Figlio adolescente di Hermann e Auguste.
- Daniel van Dijk, interpretato da Tom Stourton, doppiato da Alessandro Capra.
Fidanzato di Tess.
- Max Stoppelman, interpretato da Sebastian Armesto, doppiato da Marco Vivio.
Figlio di Henriette che lavora nel consiglio ebraico.
- Dott. Fritz Pfeffer, interpretato da Noah Taylor, doppiato da Luca Biagini.
Dentista ebreo dei Frank.

## Produzione
Nel febbraio 2022 è stato annunciato che Disney+ aveva commissionato la miniserie da National Geographic, con Tony Phelan e Joan Rater come sceneggiatori e Susanna Fogel come regista. Nell'aprile seguente Bel Powley è entrata nel cast interpretando la protagonista Miep Gies, con Liev Schreiber come Otto Frank e Joe Cole come Jan Gies. Amira Casar, Billie Boullet e Ashley Brooke sono stati scritturati a giugno, con Boullet che interpreta Anna Frank.
La lavorazione è iniziata nel luglio 2022, con le riprese avvenute tra Hradec Králové, Praga e Amsterdam nell'estate 2022.

## Accoglienza
Rotten Tomatoes riporta il 100% delle recensioni professionali positive, con un voto medio di 8,80 su 10 basato su 34 critiche. Il consenso critico del sito web indica: «La notevole interpretazione di Bel Powley brilla in A Small Light, un eccellente ritratto di eroismo di fronte a una tragedia universale.» Metacritic, invece, ha assegnato un punteggio di 83 su 100 basato su 16 recensioni, indicando "plauso universale".

## Riconoscimenti
- 2023 – Golden Trailer Awards[8][9]
  - Miglior BTS/EPK per una serie televisiva in TV o streaming (oltre due minuti)
- 2023 – Hollywood Critics Association[10][11]
  - Miglior miniserie o serie antologica di una rete televisiva
  - Miglior attore non protagonista in una miniserie o serie antologica di una rete televisiva a Liev Schreiber
  - Miglior regista in una miniserie o serie antologica di una rete televisiva a Susanna Fogel per la puntata Pilot
  - Candidatura alla miglior attrice in una miniserie o serie antologica di una rete televisiva a Bel Powley
  - Candidatura alla miglior sceneggiatura in una miniserie o serie antologica di una rete televisiva a Joan Rater e Tony Phelan per la puntata Pilot
- 2023 – Primetime Creative Arts Emmy Award[12]
  - Candidatura alla miglior colonna sonora per una miniserie o serie antologica, film o speciale a Ariel Marx per la puntata Salviamo il salvabile
- 2023 – Television Critics Association Awards[13]
  - Candidatura alla miglior realizzazione per un film, miniserie o speciale
- 2024 – Critics' Choice Awards[14]
  - Candidatura alla miglior miniserie
  - Candidatura alla miglior attrice in una miniserie o film per la televisione a Bel Powley
  - Candidatura al miglior attore non protagonista in una miniserie o film per la televisione a Liev Schreiber
  - Candidatura alla miglior attrice non protagonista in una miniserie o film per la televisione a Billie Boullet
- 2024 – Independent Spirit Awards[15]
  - Candidatura alla miglior interpretazione da protagonista in una nuova serie a Bel Powley
- 2024 – Screen Actors Guild Award[16]
  - Candidatura alla migliore attrice in una miniserie o film per la televisione a Bel Powley